# Buková (Dél-plzeňi járás)
Buková település Csehországban, a Dél-plzeňi járásban. Buková Merklín, Poděvousy, Srbice, Staňkov, Čermná és Ptenín településekkel határos. Lakosainak száma 243 fő (2024. január 1.).

## Népesség
A település lakosságának változását az alábbi diagram mutatja:
| Lakosok száma | 467  | 486  | 616  | 373  | 259  | 197  | 223  | 231  | 237  | 243  |
|               | 1869 | 1890 | 1921 | 1950 | 1980 | 2001 | 2017 | 2019 | 2022 | 2024 |